# HD 217107 b
إتش دي 217107 ب هو كوكب خارج المجموعة الشمسية يبعد حوالي 64 سنة ضوئية عن الأرض، ويقع في كوكبة الحوت. ويدور الكوكب حول نجم إتش دي 217107 بدورة تبلغ 7 أيام تقريبًا، ويصنّف كمشتري حار. نظرًا لمدار الكوكب المنحرف، تمكّن العلماء من تأكيد كوكب آخر في النظام (إتش دي 217107 ج).

## اكتشافه
كغالبية الكواكب المكتشفة خارج المجموعة الشمسية، اكتشف الكوكب عن طريق التغير البسيط في السرعة الشعاعية للنجم الذي يدور حوله الكوكب، والذي تسببه جاذبيته. وكشفت دراسة السرعة الشعاعية للنجم إتش دي 217107 عام 1998 أن حركته بطول الخط بمرمى البصر قد تباينت عن دورته المحددة ب7.1 يوم. وتشير هذه الفترة ومقدار التغير لتسبب كوكب يدور حول ذلك النجم في ذلك، له كتلة لا تقل عن المشتري، بل قد تزيد عنه بمقدار صغير. تقدر المسافة المتوسطة بين الكوكب ونجمه بأقل من خمس المسافة بين عطارد والشمس.

### التبينمن كوكب آخر
على عكس باقي الكواكب التي تبلغ دورتها أقل من 10 أيام، يتميز كوكب إتش دي 217107 ب أن مداره به انحراف وليس دائري، مما دفع المستكشفون لافتراض وجود تأثير جاذبي مع كوكب ثان في النظام يبعد عدة وحدات فلكية. تم التأكد من وجود الكوكب الثاني (إتش دي 217107 ج) في 2005.

## وصلات خارجية
- "HD 217107 / HR 8734". SolStation. مؤرشف من الأصل في 2017-07-05. اطلع عليه بتاريخ 2008-06-23.
- "Notes for planet HD 217107 b". The Extrasolar Planets Encyclopaedia. مؤرشف من الأصل في 2019-12-07. اطلع عليه بتاريخ 2008-06-23.